# Entschlüsse
Entschlüsse ist ein kleines Prosastück von Franz Kafka, das im Rahmen des Sammelbandes Betrachtung 1913 veröffentlicht wurde. Es entstammt den Tagebuchaufzeichnungen vom 5. Februar 1912 und wurde bisher wenig interpretiert.

## Inhalt und Analyse
In dieser kleinen Reflexion trägt ein Erzähler, der zwischen der Ich- und der Man-Perspektive schwankt, zwei konträre Befindlichkeiten vor. Da ist zunächst die Vorstellung, „sich aus einem elenden Zustand“ zu erheben, um sich mit Energie, die auch körperlich von ihm Besitz ergreift, der Welt zuzuwenden. Doch der nächste Absatz negiert alles, „denn Fehler können nicht ausbleiben“ und er müsse sich im Kreis zurückdrehen.
Seine Konsequenz ist: „alles hinnehmen als schwere Masse sich verhalten“, „den anderen mit Tierblick ansehen“. Dieser Aufruf zur Apathie steigert sich weiter, indem er ermahnt, „die letzte grabmäßige Ruhe noch zu vermehren“. Hier geht es um Anpassung an die Gesellschaft und die Frage, wie viel man von einer eigenen künstlerischen Individualität verleugnen muss entsprechend dem Satz: „… was vom Leben als Gespenst noch übrig ist, mit eigener Hand niederdrücken“.
Der letzte Satz des Prosastückes stellt die charakteristische Geste eines solchen Zustandes vor, nämlich „das Hinfahren des kleinen Fingers über die Augenbrauen“. Das Beschreiben eines psychischen Zustandes durch körperliche Darstellung ist bei Kafka häufig zu finden und hat seine direkte Entsprechung im Abschlusssatz aus Das Unglück des Junggesellen: „… einen wirklichen Kopf, also auch einer Stirn, um mit der Hand an sie zu schlagen“.
In seiner inhaltlichen Zweiteilung in positive und negative Stimmung mag man auch an das kleine Prosastück Auf der Galerie aus dem Band Ein Landarzt von 1920 erinnert werden, wo sich die Frage nach dem Glück oder Unglück einer Kunstreiterin stellt. Hier ist nun die Weiterentwicklung Kafkas zu erkennen. Die „Entschlüsse“ sind zwar durchaus eindringlich in ihrer Wortwahl, erreichen aber nicht die schillernde Mehrdeutigkeit des späteren kleinen Werkes und streben diese auch nicht an.

## Rezeption
v. Jagow (S. 405): Mit Entschlüsse beginnt in dem Band Betrachtung die Reflexion des Selbst über seine Anschauung in der Gesellschaft – und auch das Nachdenken Kafkas über seine Selbstbetrachtung als Autor, denn die Texte sind mit biographischen Spuren durchzogen; sie lassen sich als Durchschläge zu den Tagebuchnotizen und dem Ringen um Sprache, Selbst, Begehren und Schrift lesen.

## Ausgaben
- Franz Kafka: Sämtliche Erzählungen. Herausgegeben von Paul Raabe. Fischer Taschenbuch Verlag, Frankfurt/Main 1970, ISBN 3-596-21078-X.
- Franz Kafka: Die Erzählungen. Originalfassung. Herausgegeben von Roger Hermes. Fischer Verlag, 1997, ISBN 3-596-13270-3.
- Franz Kafka: Drucke zu Lebzeiten. Herausgegeben von Wolf Kittler, Hans-Gerd Koch und Gerhard Neumann. Fischer Verlag, Frankfurt/Main, 2002, S. 19.

## Sekundärliteratur
- Bettina von Jagow und Oliver Jahraus (Hrsg.): Kafka-Handbuch Leben-Werk-Wirkung. Vandenhoeck & Ruprecht, 2008, ISBN 978-3-525-20852-6.